# Descendants
Descendants er en amerikansk musikalsk eventyr-/fantasyfilm produceret for TV af og for Disney Channel. Filmen er instrueret af Kenny Ortega og skrevet af Josann McGibbon og Sara Parriott. Blandt medvirkende er Dove Cameron, Cameron Boyce, Booboo Stewart, og Sofia Carson som spiller nogle teenagebørn, hvis forældre er de kendte skurke fra Disneys klassikere. Den havde premiere 31. juli 2015.

## Rolleliste

### Efterkommere
- Dove Cameron som Mal
- Cameron Boyce som Carlos
- Booboo Stewart som Jay
- Sofia Carson som Evie
- Mitchell Hope som Prince Ben
- Sarah Jeffery som Princess Audrey
- Jedidiah Goodacre som Prince Chad Charming
- Dianne Doan som Lonnie
- Brenna D'Amico som Jane
- Zachary Gibson som Doug

### Skurke
- Kristin Chenoweth som Maleficent
- Wendy Raquel Robinson som Cruella de Vil
- Maz Jobriani som Jafar
- Kathy Najimy som den onde dronning